# Keith Cooke
Keith Hirabayashi Cooke (* 17. September 1959 in Seattle, Washington) ist ein US-amerikanischer Schauspieler und Stuntman.

## Leben
Keith H. Cooke begann 1973, den Kampfsport Wushu zu betreiben. Nach zwei Reisen nach China zu Beginn der 1980er Jahre wandte er sich 1983 dem Karate zu, wo er in den darauf folgenden Jahren erfolgreich bei Wettkämpfen und Turnieren in den Vereinigten Staaten teilnahm. 1988 erhielt er seine erste Spielfilmrolle im Actionfilm Die Hawaii Connection des B-Movie-Spezialisten Andy Sidaris mit dem Ex-Playmate Dona Speir in der Hauptrolle. Zwei Jahre später trat er an der Seite von Cynthia Rothrock und Richard Norton in den von Robert Clouse inszenierten Actionfilmen China O’Brien und der Fortsetzung China O’Brien 2 als Dakota auf. Ebenfalls 1990 war er neben Richard Jaeckel und Don Stroud in Karate Tiger 5 – König der Kickboxer als Meister Prang zu sehen. Weitere Auftritte in den 1990er Jahren hatte er unter anderem an der Seite von John Stamos und Teri Polo in Born to Ride, als Reptile in Mortal Kombat sowie in der Chris Farley-Komödie Beverly Hills Ninja – Die Kampfwurst. Seine einzige Hauptrolle spielte er 1995 in Heatseeker von Regisseur Albert Pyun. 1997 übernahm er die Nebenrolle des Sub-Zero im Film Mortal Kombat 2 – Annihilation sowie diverse Stuntarbeiten. Ebenfalls übernahm er diverse Stunts in Big Mama’s Haus im Jahr 2000. Ab Ende der 1990er Jahre war er nur noch selten auf der Leinwand zu sehen.

## Filmografie (Auswahl)

### Darsteller
- 1988: Die Hawaii Connection (Picasso Trigger)
- 1990: China O’Brien
- 1990: Karate Tiger 5 – König der Kickboxer (The King of the Kickboxers)
- 1990: China O’Brien 2
- 1991: Born to Ride
- 1995: Mortal Kombat
- 1995: Heatseeker
- 1997: Beverly Hills Ninja – Die Kampfwurst (Beverly Hills Ninja)
- 1997: Mortal Kombat 2 – Annihilation (Mortal Kombat: Annihilation)
- 2003: National Security
- 2012: Champions of the Deep

### Stunts
- 1997: Mortal Kombat 2 – Annihilation (Mortal Kombat: Annihilation)
- 2000: Big Mama’s Haus (Big Momma’s House)